# Lijst van weg- en veldkapellen in Eersel
Dit is een onvolledige lijst van veldkapellen in de gemeente Eersel. Kapelletjes komen vooral in het zuiden van Nederland voor en werden dikwijls gebouwd ter verering van een heilige.
| Kapel                            | Adres                                  | Plaats   | Bouwperiode | Architect           | Foto |
| -------------------------------- | -------------------------------------- | -------- | ----------- | ------------------- | ---- |
| Mariakapel                       | Berkvenseweg 2, Terrein De Donksbergen | Duizel   | 1998        |                     |      |
| Sint-Josephkapel                 | Ganzestaartsedijk                      | Duizel   |             | J.A. de Reus        |      |
| Mariakapel                       | Groenstraat 17a                        | Duizel   | 1950        | Pierre Tooten       |      |
| Mariakapel                       | Kapelweg-Dijk-Kerkstraat               | Eersel   | 1940        |                     |      |
| Onze-Lieve-Vrouw van Kempenkapel | Markt 1                                | Eersel   | 1464        |                     |      |
| Mariakapel                       | Eerselseweg-Vessemseweg                | Knegsel  | 1947        | Kees de Bever       |      |
| Mariakapel                       | Knegselseweg                           | Steensel | 2001        | Pierre van der Geld |      |
| Mariakapel                       | Jan Smuldersstraat                     | Vessem   | 1997        | H. Limans           |      |
| Mariakapel                       | Groenstraat                            | Wintelre | 1943        |                     |      |